# Sebakwe richardi
Sebakwe richardi är en skalbaggsart som beskrevs av Louis Burgeon 1946. Sebakwe richardi ingår i släktet Sebakwe och familjen Melolonthidae. Inga underarter finns listade i Catalogue of Life.